# Eldorado-Casino
L'Eldorado-Casino de Nice, est un casino et l'un des plus grands music-halls français du début du XXe siècle. Il était situé au 29, rue Pastorelli à Nice.

## Présentation
En 1911, alors que l'Eldorado est en réparation, le plafond s'effondre sur les ouvriers du chantier, faisant de nombreuses victimes. L'établissement poursuit en justice l'entrepreneur des travaux et lui réclame 20 000 francs pour le préjudice résultant du retard de la livraison des travaux et donc de la réouverture de l'Eldorado.
Le 6 mars 1936, un incendie détruit l'Eldorado-Casino de Nice. Peu après la partie de baccara suivant le gala annuel de la presse niçoise, après deux heures du matin, l'enceinte s'enflamme, obligeant l'évacuation des bâtiments environnants. Il ne reste de l'Eldorado après l'incendie que le hall d'entrée et la salle de baccara. Dans les jours suivants l'incendie, ses causes restent inconnues. Le montant des dégâts d'élève à plusieurs millions de francs,.